# Ducati Streetfighter
La Streetfighter est un modèle de motocyclette du constructeur italien Ducati.
Elle est présentée lors du salon de Milan fin 2008 et entre en production le printemps suivant.
Cette machine entre, comme la Ducati Monster, dans la catégorie des roadster. La gamme Monster comprenait auparavant des motos à moteur refroidi par air et à deux soupapes par cylindre, issu de la gamme Ducati Supersport ; et des motos à moteur à refroidissement liquide et quatre soupapes par cylindre, provenant des Ducati Superbike. Depuis la nouvelle génération de Monster, ceux-ci n'utilisent que des moteurs refroidi par air. Les roadsters à refroidissement liquide sont dans la gamme Streetfighter.
Le moteur bicylindre en V, ouvert à 90°, 4 temps développe 155 chevaux à 9 500 tr/min, pour un couple de 11,7 mkg à un régime identique. Il provient de la 1098.
Ce moteur est alimenté par une injection électronique Marelli et permet à la machine de satisfaire aux normes anti-pollution Euro 3.
Le cadre reste un treillis tubulaire.
La fourche télescopique inversée Showa fait 43 mm de diamètre. Le monoamortisseur Showa est réglable en précharge, et détente.
Le freinage est confié à Brembo. Les étriers radiaux à quatre pistons mordent des disques flottants de 330 mm à l'avant. L'arrière se contente d'un disque de 245 mm et d'un étrier double pistons à montage classique.
Sort en même temps une version Streetfighter S, équipée de suspensions Öhlins. Les jantes à dix branches sont remplacées par des modèles forgés à cinq branches. Le poids baisse de 2 kg. Le cadre est gris alors que sur la version standard il est noir.

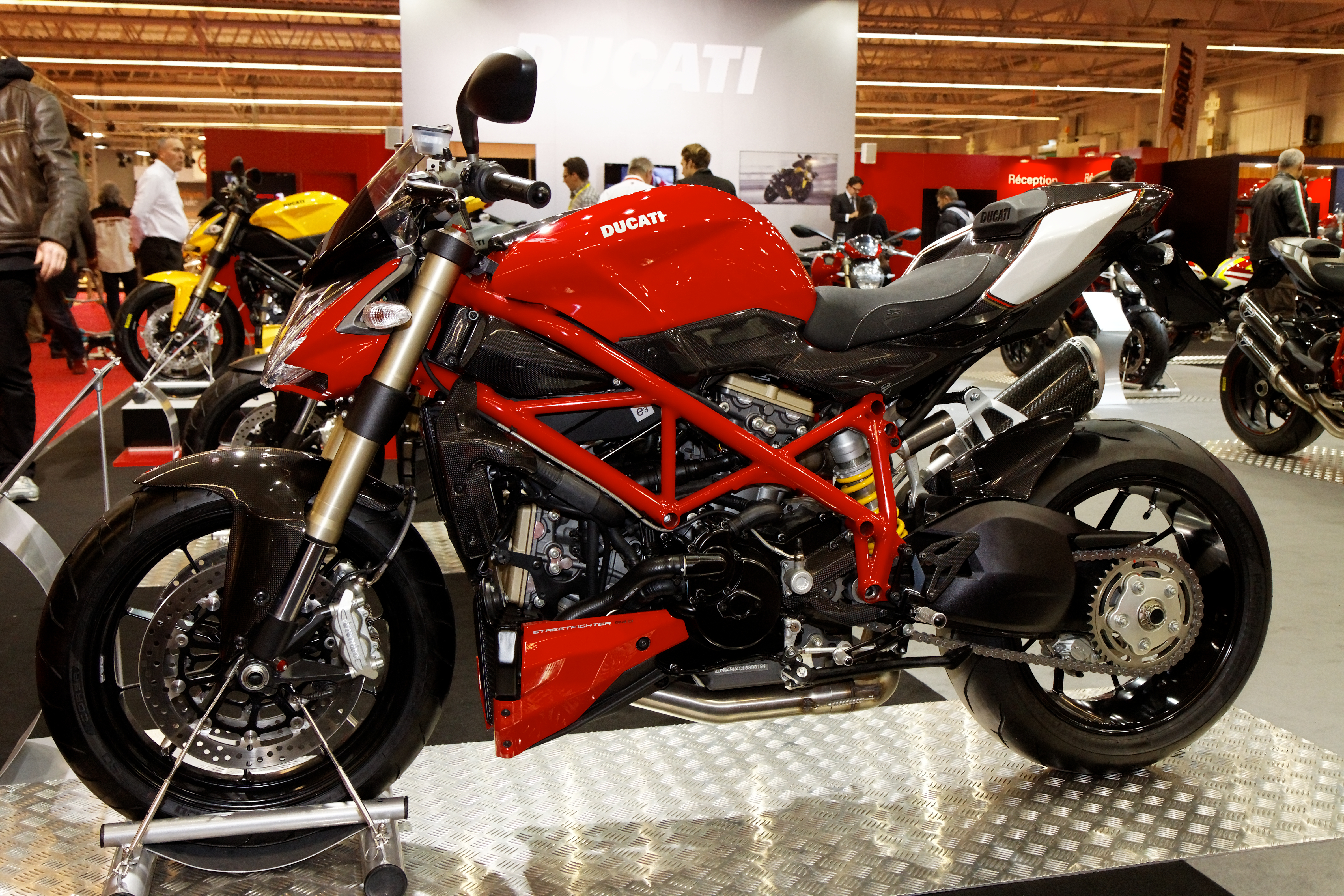
Streetfighter 848

L'offre est complétée en 2011 par la Streetfighter 848. Elle reprend le moteur de la 848, développant 132 chevaux à 8 000 tr/min, pour un couple de 9,4 mkg à 9 500 tr/min. 
L'embrayage est en bain d'huile, la fourche provient de chez Marzocchi et le monoamortisseur de chez Sachs, et les disques de frein avant sont remplacés par des 320 mm.
Dans le même temps, la version standard de la Streetfighter disparait.
Ducati décide de stopper la production de la Streetfighter S en 2013 et de la 848 deux ans plus tard.